# 闾州
闾州，辽朝的头下军州。治所在今辽宁省阜新市东十家子车站附近。罗古王牧地，近医巫闾山。在辽州西一百三十里，西北至上京九百五十里。户一千。金朝时废。 